# Face Cream
Face Cream fue una banda de rock alternativo argentino formada en 2005 en la ciudad de La Plata, capital de la provincia de Buenos Aires, en el centro-este de la Argentina. Tocaron y recorrieron todo el circuito de la ciudad, se han presentado en la ciudad de Buenos Aires y Gran Buenos Aires, compartiendo escenario con artistas tales como Carajo, Eruca Sativa, Massacre, Three Days Grace, Utopians, Connor Questa, Smitten o Los Tipitos, entre otros.

## Historia

### Primeros años
La banda se formó en 2005. En sus comienzos realizó varios shows en lugares del under local, y grabaron varios demos que eran distribuidos en sus conciertos. 
Las bandas que influenciaron los principios de Face Cream fueron algunas de las más destacadas de la década de 1990, desde Pearl Jam, Nirvana, Foo Fighters, Incubus, etc. 

### Álbum "Úvula"
El disco "Úvula" fue lanzado en el año 2011. Se grabó de manera independiente en los Estudios Argot de la ciudad de La Plata. La particularidad de este primer trabajo discográfico de la banda es que todas las canciones están escritas en inglés en razón de que, según sus integrantes, el estilo musical era mejor representado en ese idioma.
El álbum, fue producido íntegramente por los miembros de la banda y su personal, contando con la masterización de Gustavo Fourcade en "Steps Ahead Sounds",  quien trabajara con artistas como Ricardo Mollo, Les Luthiers, Javier Malosetti, El Bahiano, Las Pelotas, Music Brothers, etc. 
Este primer disco contó con dos cortes de difusión. El primero fue la canción About Ranple, a este lo secundó Evergreen. Ambos cortes fueron lanzados con sus respectivos videoclips, los dos dirigidos por Sebastián Díaz de "Pentafilms".
La banda lo presentó en diferentes bares, pubs, centros culturales y eventos de la ciudad de La Plata y en algunos lugares de Buenos Aires. Dentro del track list, la banda grabó una versión roquera del tema "You Oughta Know" de Alanis Morissette.

### Álbum "Florida"

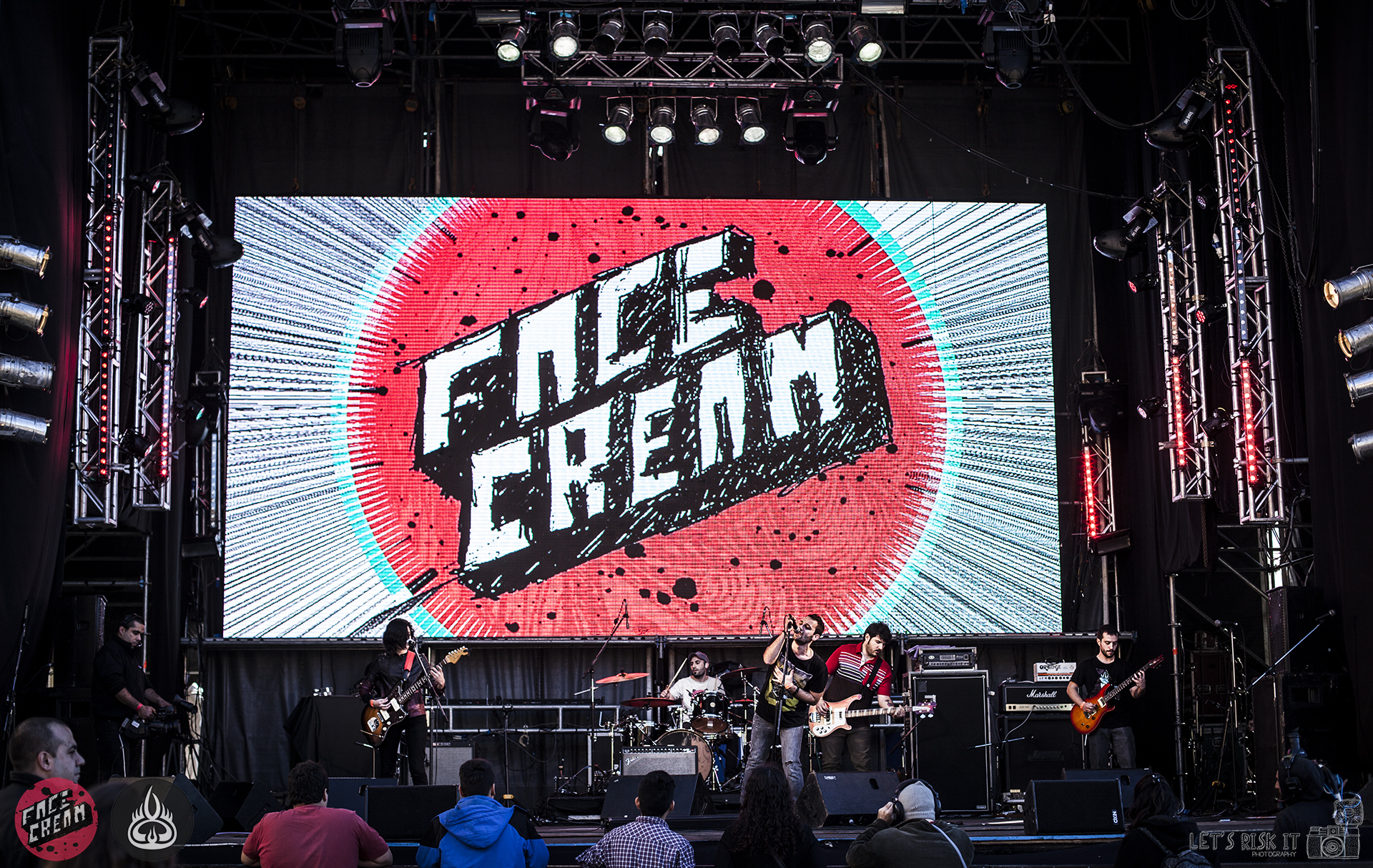
Face Cream en concierto en Ciudad Emergente (2014).

El álbum "Florida", lanzado en la Argentina en febrero de 2014, es su segundo disco y el nombre del primer corte. Fue producido por Hernán Agrasar (nominado a los Premios Carlos Gardel 2013 por su labor junto a Utopians). Fue grabado en los Estudios ION y "Fuera del Túnel", mezclado y masterizado analógicamente en "Revolver Mix" y "Puro Mastering".
Este disco se aleja del grunge y se abre hacia el rock alternativo con algo de punk, sumado a un cambio muy marcado como lo es en cuanto al idioma, al ser un álbum completamente en español, buscando una mejor llegada al público de habla hispana de toda Sudamérica. El disco es apoyado por una gira de la banda con numerosas presentaciones en todo el país.
El primer corte de difusión fue la canción que le da título al álbum, "Florida", la cual cuenta con un clip que fue dirigido por Berta Muñiz de "Farsa Producciones" (productora que ha realizado videos para bandas como Attaque 77, Kapanga, Miranda!, Carajo, Smitten y Árbol, entre otros).
El segundo corte fue la canción "Pendiente" con un video dirigido y realizado por Ainara Marino y la productora Let's Risk It Photography.
El concepto gráfico y arte del álbum lo realizó Valentino Tettamanti (ilustró a otras bandas tales como Él Mató a un Policía Motorizado, 107 Faunos, La Patrulla Espacial, etc.). Editado en forma independiente, "Florida" cuenta con el desarrollo editorial de Universal Music/Tommy Gun Records.
En mayo de 2014, resultaron ganadores del concurso RockBA realizado en La Trastienda Club en donde tuvieron como jurado, entre otros, a Lula Bertoldi de Eruca Sativa. Por ello fueron convocados a tocar en el «Festival Ciudad Emergente 2014», que tuvo lugar en junio en el Centro Cultural Recoleta. El show fue transmitido en vivo —vía streaming on line— por Vorterix Rock, dónde fueron mencionados como parte de lo más destacado del festival.
En octubre del mismo año, fueron finalistas de la primera edición del concurso Camino a Abbey Road, donde obtuvieron el segundo lugar realizado en Samsung Studio que tuvo como jurado a Zeta Bosio ex Soda Stereo, a Richard Coleman músico solista y exmiembro de la banda de Gustavo Cerati, a Juanchi Baleiron de Los Pericos, a Walas de Massacre y a Diego Poso de La 100. Como premio obtuvieron la grabación de nuevo material en un estudio de grabación de Buenos Aires y la mezcla del mismo en los míticos Abbey Road Studios.
En 2015, participaron en shows muy importantes como el Ciudad Del Rock junto a Illya Kuryaki and the Valderramas, Kapanga, Carajo y Eruca Sativa. También en el Festival Ciudad Emergente 2015 y en un sideshow del Lollapalooza Argentina 2015 junto a la banda canadiense Three Days Grace

En julio de 2016, formaron parte de un line up de gran importancia en la primera edición del Festival Provincia Emergente, que se realizó en el Estadio Ciudad de La Plata, donde compartieron escenario principal con Eruca Sativa, Carajo, Sig Ragga, Los Brujos y Dread Mar-I.

### EP "Plan"
En julio de 2016, lanzan un EP titulado Plan, el cual es editado y distribuido por el sello Geiser Discos de PopArt Music. La grabación se realizó en Estudios Panda y Spector Studios de la ciudad de Buenos Aires, bajo la producción de Hernán Agrasar y fue mezclado en Abbey Road Studios en Londres, Inglaterra por Chris Bolster; quien ha trabajado con artistas como Paul McCartney, Foo Fighters, Maroon 5, Stereophonics, Foo Fighters, Green Day, Placebo, etc; y estuvo a cargo de la mezcla de la colección de DVD The Beatles Anthology de The Beatles. El mastering estuvo a cargo de Alex Wharton quien masterizó álbumes y sencillos de artistas como: The Beatles, My Bloody Valentine, The Pixies, Marvin Gaye, Bring Me The Horizon, St. Germain, The Chemical Brothers, etc. Y las versiones vinilo de discos de: Keane, Radiohead, Massive Attack, Coldplay, etc.
El arte del álbum esta vez estuvo a cargo de Martín Hoare, otro ilustrador independiente de la ciudad de La Plata, "Plan" cuenta con el desarrollo editorial de Warner Music Group/Miau Producciones. El primer corte de difusión fue la canción «Rivales», seguido por «Disuelto».

## Integrantes

### Actuales miembros
- Franco Postiglione: Voz
- Diego Cosentini: Guitarra
- Stephanie Prez: Guitarra y coros
- Gastón Mateos: Bajo
- Jeremías Estive: Batería

### Antiguos miembros
- Federico Postiglione: Batería

## Discografía
- Úvula (2011) CD
- Florida (2014) CD
- Plan (EP) (2016) CD

## Videografía
- About Ranple (2011) dirección Sebastián Díaz - "Pentafilms"
- Evergreen (2012) dirección Sebastián Díaz - "Pentafilms"
- Florida (2014) dirección Berta Muñiz - "FARSA Producciones"
- Pendiente (2015) dirección Ainara Marino - "Let's Risk It Photography"
- Captura (2015) dirección Matías Farías - "Let's Risk It Photography"
- Rivales (2015) dirección Ainara Marino - "Let's Risk It Photography"
- Disuelto (2016) dirección Ainara Marino - "Let's Risk It Photography"